# Пуласки (окръг, Илинойс)
Окръг Пуласки (на английски: Pulaski County) е окръг в щата Илинойс, Съединени американски щати. Площта му е 526 km², а населението - 7348 души (2000). Административен център е град Маунд Сити.